# Piombi
I Piombi sono un'antica prigione situata nel sottotetto del Palazzo Ducale di Venezia, nel sestiere di San Marco. Il nome deriva dal materiale col quale era costruito il loro tetto. I detenuti venivano qui rinchiusi per volontà del Consiglio dei Dieci, in quanto accusati di delitti politici o perché in attesa di giudizio. Ai prigionieri era concesso nell'ora d'aria di camminare per il corridoio che collegava le varie celle.

## Descrizione

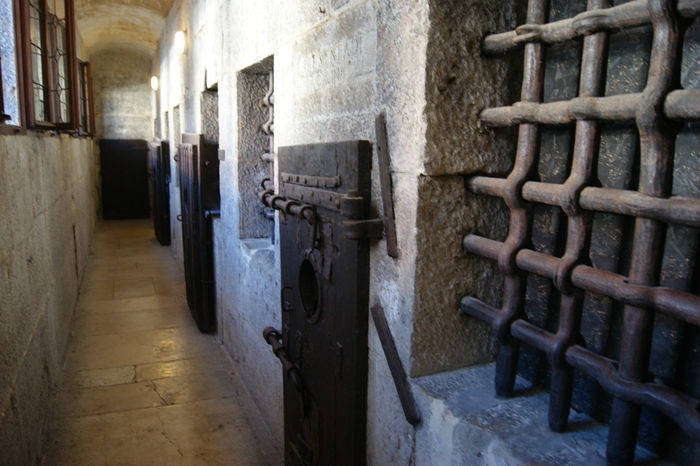
Venezia, Prigioni

La planimetria dei Piombi era articolata in sei locali, separati con tramezze in legno irrobustite con lamine di ferro: queste prigioni garantivano ai detenuti condizioni peggiori rispetto alle Prigioni Nuove, ma migliori rispetto ai Pozzi, ai quali erano collegati tramite una lunga scala. Le dimensioni dei Piombi, raggruppati a coppie di due, erano varie: la prima prigione misurava quattro metri per lato, la seconda era un triangolo coi lati di 2,70 metri (solo questa presenta un affaccio diretto sul canale), la terza era un poligono irregolare con lati di dimensione varia, dai 2 ai 4 metri, la quarta era di forma quadrata con lato quattro metri (questa cella sarebbe stata quella del Casanova), la quinta era di forma irregolare, misurando i lati dai due ai quattro metri, la sesta era un rettangolo con ambo i lati poco superiori ai quattro metri.
L'accesso ai Piombi era consentito da due scale, una posta nella Sala dei Tre Capi e l'altra in un corridoio vicino alla Sala degli Inquisitori di Stato. Il luogo era abbastanza comodo e ventilato, e gli uomini riuscivano a stare in piedi. La luce vi giungeva passando per delle finestrelle affacciate sul rio di Palazzo, al livello del cornicione: illuminando queste il corridoio, anche le celle erano rischiarate. Di notte il corridoio medesimo era illuminato. I soffitti erano realizzati sì in piombo, ma sotto queste lastre si trovava un doppio tavolato in larice, per la cui cosa d'estate le prigioni risultavano essere sì calde, ma non eccessivamente: a questo lieve disagio corrispondeva il fatto che in inverno la temperatura al loro interno fosse mite.
I detenuti godevano di varie facilitazioni: potevano dare commissioni al carceriere il quale doveva renderne il conto, potevano anche farsi portare mobili e suppellettili come letti, piatti e così via; le pulizie della cella erano eseguite regolarmente; i detenuti godevano di assistenza medica, potevano farsi portare un cibo speciale dall'esterno o ordinarlo al carceriere e godevano anche di un'assegnazione in denaro per le piccole necessità.

## Storia
La costruzione di questa struttura risale, secondo le fonti ufficiali, al XVI secolo: ciò è testimoniato da una promulgazione del Consiglio dei Dieci, datata 15 marzo 1591, nella quale si diceva che, essendo i Pozzi preesistenti troppo aspri per la detenzione dei detenuti, era necessario edificare una nuova struttura atta a ospitare coloro che venivano condannati per crimini minori. I Piombi vennero costruiti nel sottotetto del palazzo, dove il Consiglio dei Dieci aveva il suo archivio, sopra la Sala dei Tre Capi.
Vi furono imprigionati personaggi famosi, fra i quali Paolo Antonio Foscarini e Giacomo Casanova; quest'ultimo diede ai Piombi vasta notorietà poiché li descrisse nelle sue Memorie e soprattutto in Storia della mia fuga dai Piombi, lasciandoci dettagli della struttura e delle modalità detentive e raccontandoci come riuscì a evaderne nel 1756, ma forse l'aspetto più interessante della descrizione casanoviana è quello relativo all'organizzazione carceraria del tempo, nonostante non si tratti d'una fonte scientifica, più romanzo che trattato; almeno secondo Francesco Zanotto, per il quale la fuga del Casanova e del suo compagno di cella aveva dei tratti surreali: come avrebbero potuto forare il tetto, così spesso, muoversi su di esso senza appiglio alcuno, calarsi per circa 28 metri da esso? Tale narrazione gli appariva inoltre favolosa in quanto la preparazione di una siffatta impresa avrebbe impiegato tempi troppo lunghi. Al contrario, critici successivi sostengono che la fuga, nelle modalità descritte dal Casanova, sia sostanzialmente vera. Nei Piombi vennero incarcerate pure alcune donne.

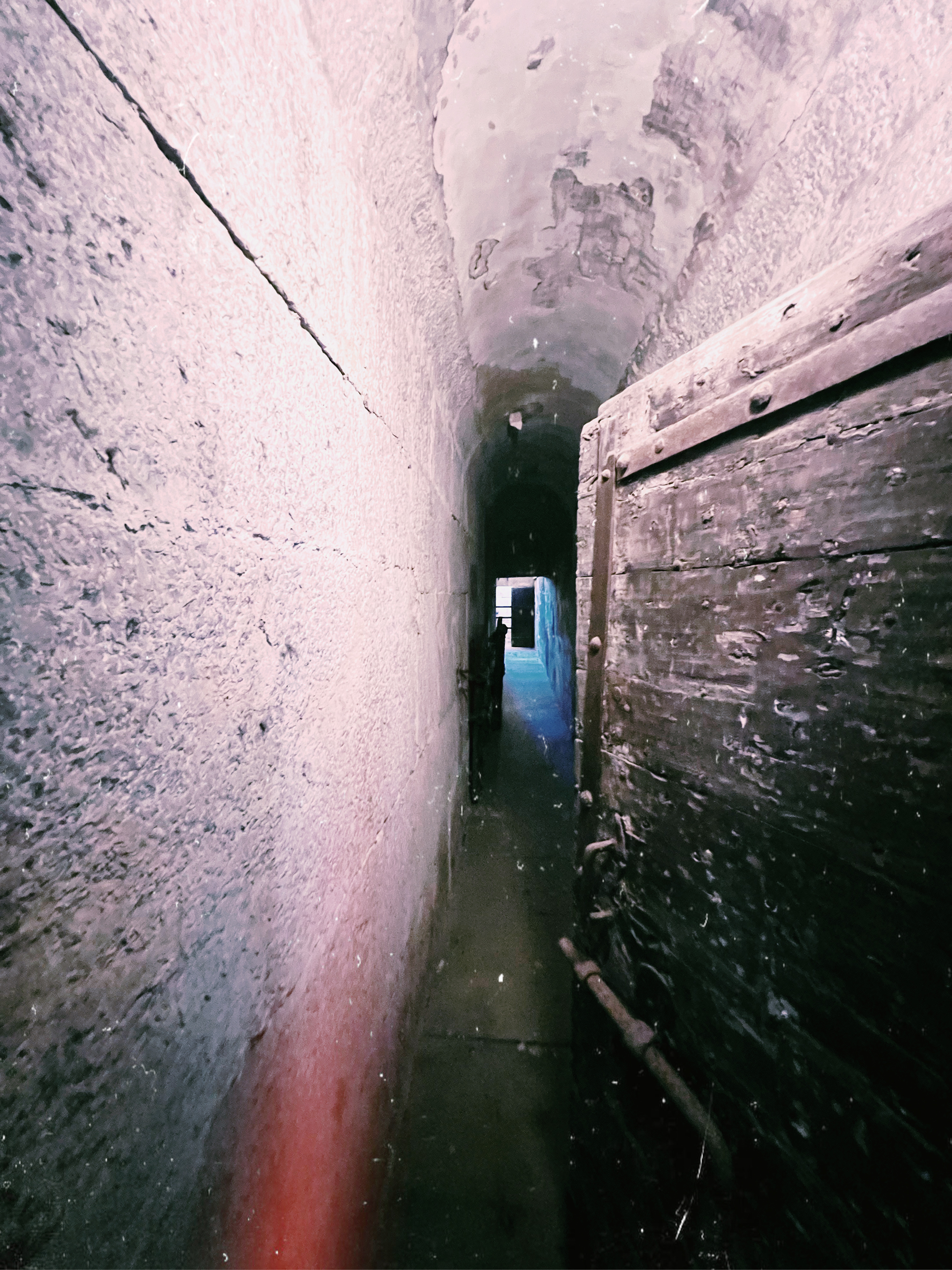
Il corridoio lungo il quale si accede alle Prigioni

Nel 1797, i Piombi furono dismessi come prigioni a causa di una riorganizzazione dei volumi a destinazione carceraria. Successivamente, fu sostituito come carcere cittadino dal complesso attualmente utilizzato come sezione attenuata tossicodipendenti ubicato nell'isola della Giudecca, fino al 1926, anno nel quale fu inaugurato il carcere di Santa Maria Maggiore, nel sestiere di Santa Croce.
Nonostante Silvio Pellico narri ne Le mie prigioni di essere stato detenuto nei Piombi, ciò è inesatto: egli venne incarcerato in altri locali del sottotetto, poi abbattuti, poiché afferma che la sua cella era posta sopra la cappella palatina. Pure Nicolò Tommaseo e Daniele Manin potrebbero essere stati rinchiusi in questi locali, dato che erano spesso usati per i detenuti politici.